# Max E. Schmidt
Max E. Schmidt (* 5. September 1872 in Elberfeld (heute Stadtteil von Wuppertal); † 13. November 1945 in Stadtroda) war ein deutscher Großkaufmann.

## Leben
Max E. Schmidt wurde als Sohn des Elberfelder Kaufmanns Emanuel Schmidt geboren. Nachdem er das Gymnasium in Elberfeld besucht hatte, studierte er an den Universitäten Marburg, Tübingen, Leipzig und Heidelberg Rechtswissenschaften. 1891 wurde er Mitglied des Corps Teutonia Marburg. In Tübingen schloss er sich dem Corps Rhenania Tübingen an. 1894 wurde er in Heidelberg zum Dr. iur. et cam. promoviert. 1895 trat er in die väterliche, auf Ausfuhr von Werkzeugen, Stahlwaren und ähnlichen Erzeugnissen spezialisierte Firma Peter Schmidt, Elberfeld ein. 1905 heiratete er  Luise Schuchardt aus Elberfeld. Seine internationalen Geschäftsaktivitäten führten ihn insbesondere nach England, Kanada, Mexiko und in die Vereinigten Staaten von Amerika. 1912 wurde er alleiniger Firmeninhaber. 1935 verkaufte er die Firma an Carl Kämmerling. 1943 ausgebombt, zog er zu seinem Sohn nach Posen. Er starb auf der Flucht von Posen in Stadtroda.
Max E. Schmidt war Vorsitzender des Rheinisch-Westfälischen Vereins für Ausfuhr und Großhandel und stellvertretender Vorsitzender des Arbeitgeberverbandes des Handels im Wuppertal. Von 1907 bis 1931 war er Mitglied des Vorstandes der Bergischen Industrie- und Handelskammer Wuppertal-Remscheid und Vorstandsmitglied im Reichsverband des Deutschen Groß- und Überseehandels. Er fungierte als Beisitzer im Landesarbeitsgericht Wuppertal.